# Rosa (nutria marina)
Rosa era una nutria marina hembra que vive en el Acuario de la Bahía de Monterey, nacida en agosto de 1999. La encontraron varada en una playa del condado de Santa Cruz cuando tenía cuatro semanas y en septiembre de 1999 la llevaron al acuario. En ese momento, ella pesaba 5 libras. A los dos años de edad Rosa fue liberada  durante un período de dos años, pero tuvo que regresar al acuario porque continuaba interactuando con humanos, saltando sobre nadadores y kayakistas, lo que representaba un riesgo para ella y las personas. Rosa ha actuado como madre sustituta de 15 nutrias abandonadas como parte del acuario. Su nombre proviene de una novela corta, Tortilla Flat de John Steinbeck.
Rosa era la nutria marina viva más vieja que se conoce con 24 años. Era mayor que la nutria marina macho más longeva conocida, Adaa, que vivió hasta los 22 años y 8 meses, antes de su muerte, pero no mayor que la nutria marina hembra más longeva conocida, Etika, que vivió hasta los 28 años de edad.

## Apariencia, hábitos y cuidados
Rosa se caracteriza por su gran tamaño con suave pelaje plateado y pecas blancas en la cabeza. Se la puede ver en la cámara en vivo del Acuario de la Bahía de Monterey y normalmente descansa en la superficie del agua en la ventana central después de alimentarse. Durante un tiempo, le encantaba comer alimentos vivos con conchas y también le encanta comer cangrejos. Crio 15 nutrias antes de jubilarse en 2019 y sus últimas nutrias fueron liberadas a la naturaleza en octubre de ese mismo año. Se ha visto retrasada por una afección cardíaca y una visión muy limitada. Sin embargo, ha vivido hasta su vejez alimentándose diariamente usando pelotas de plástico, llamadas bolas boomer, u otros juguetes para entregar comida, y un equipo de control de salud la prepara regularmente con sesiones de entrenamiento personal que se adaptan a los límites de Rosa. Rosa recibe un chequeo físico tres veces al año con radiografías, análisis de sangre y cuidado dental. El personal del acuario también construyó una rampa en 2013 para tratar la posible artritis. Su dieta se ajusta en función de su peso, que se controla periódicamente. Normalmente, el personal compra los juguetes como regalos en una tienda de perros o con las bolas boomer compradas a un fabricante en línea. Algunos de los comportamientos entrenados exhibidos por Rosa son subirse a una báscula, levantar las patas para inspeccionarla, permitir el uso de gotas para los ojos, incluida la posibilidad de apuntar a un poste para posicionarla y abrir la boca para inspeccionarla, pero como muchas otras nutrias en el acuario, tiene más de 20 comportamientos diferentes.

## El cumpleaños de Rosa
Desde el vigésimo cumpleaños de Rosa, el youtuber DougDoug ha organizado transmisiones en vivo anuales para recaudar fondos para el Acuario de la Bahía de Monterey. Estas transmisiones han contribuido enormemente a la popularidad de Rosa. En 2020, Wreden y su comunidad alcanzaron los $320 para el cumpleaños 20 de Rosa. Durante su transmisión de 8 horas de duración para celebrar el vigésimo tercero cumpleaños de Rosa, él y los espectadores de la transmisión en vivo recaudaron más de $104 000 para el acuario. En el cumpleaños número 24, Wreden hizo dos transmisiones, en la primera alcanzando los $85 000 y en la segunda, $215 000, consiguiendo así un total de $302 000. En total, Wreden ha recaudado $423 510 para el Acuario de la Bahía de Monterey.